# Kanon (I Cavalieri dello zodiaco)
Kanon (カノン?), o Kanon di Gemini (双子座のカノン?, Jemini no Kanon), è un personaggio della serie anime e manga I Cavalieri dello zodiaco, creata da Masami Kurumada.
È comparso prima come il Generale degli abissi Dragone del Mare (海龍のカノン?, Shīdoragon, Sea Dragon, tradotto dalla Panini in Dragone Marino), posto a protezione della colonna dell'Oceano Atlantico settentrionale, e poi come Cavaliere d'oro appartenente alla costellazione dei Gemelli. È il fratello gemello di Saga, anch'egli Cavaliere d'oro della stessa costellazione, e come tale è subentrato a lui.
Inizialmente introdotto come antagonista, in quanto è lui che tentò di convincere il fratello ad uccidere la neonata Atena e che ne causò il risveglio della parte malvagia, successivamente liberò dalla sua millenaria prigionia il dio Nettuno provocando la guerra tra quest'ultimo e Atena. Successivamente si schiererà dalla parte di quest'ultima, combattendo nella guerra sacra contro Ade come Cavaliere dei Gemelli.

## Creazione e concezione
Fin dall'inizio dell'opera Kurumada fu indeciso se utilizzare per il Cavaliere dei Gemelli un uomo dalla doppia personalità oppure due gemelli ed alla fine scelse entrambi creando il personaggio di Kanon. Il nome del personaggio deriva dall'isola di Kanon ma in greco significa "canone" o criterio; è uno dei pochi nomi rimasti invariati nel doppiaggio italiano. Nell'intervista in cui rivelò l'origine del nome del personaggio (pubblicata sulla rivista Myth Cloth Chronicle) Kurumada affermò scherzosamente di aver voluto inizialmente chiamarlo Sega e che inizialmente la mente dietro i piani di Nettuno doveva essere Tetis, ma poi decise di dare questo ruolo a Kanon.

Come il fratello e altri personaggi anche Kanon aveva i capelli biondi perciò, data l'eccessiva preponderanza di toni giallo oro nel design usato dall'autore, ha subito un cambio di tinta per avere un contrasto maggiore: l'autore optò in questo caso per un blu scuro.

## Storia

### Manga classico
Kanon nasce in Grecia e, pur dimostrando fin da piccolo grandi abilità, crebbe all'ombra del fratello gemello Saga, Cavaliere d'oro dei Gemelli ed unico al Grande Tempio a sapere della sua esistenza. Un giorno propose a Saga di uccidere la piccola Atena, il Grande Sacerdote Shion e Aiolos del Sagittario poiché queste tre morti avrebbero loro consentito di prendere il comando del Grande Tempio e quindi del mondo. Inorridito da tanta malvagità, Saga rinchiuse Kanon nella prigione di Capo Sounion: ciò scatenò l'ira di Kanon, che maledisse il fratello risvegliandone la parte oscura.
Riuscito a liberarsi grazie anche al cosmo di Atena, che lui però non riconosce, Kanon raggiunge grazie al tridente di Nettuno il regno sottomarino del dio del mare, dove ne libera lo spirito dall'anfora in cui Atena l'aveva sigillato millenni prima: il dio, tuttavia, gli ordinò di risvegliarlo solamente dopo tredici anni, quando Julian Kedives (il ragazzo in cui si sarebbe reincarnato) sarebbe stato maturo. Kanon decise quindi di approfittare della situazione e di non risvegliare il dio, ma di manovrare Julian e gli altri Generali degli abissi per poter conquistare la Terra dopo aver assunto l'identità di Dragone del Mare, leader dei sette generali.
Proprio sotto le sembianze di Dragone del Mare, senza tuttavia rivelare la sua identità, compare per la prima volta nel regno di Nettuno quando rimprovera Tetis di aver fallito la missione affidatagli, il rapimento di Atena; successivamente ricompare all'arrivo Cavalieri di bronzo nel regno di Nettuno, dove rimane sorpreso dalla forza di questi ultimi.
Successivamente affronta Ikki il quale gli fa confessare, grazie al Phoenix Genmaken, gli eventi sul suo passato: il racconto viene udito dal Generale dell'Atlantico del sud Sirya, che decide di aiutare il Cavaliere della Fenice ad abbattere la colonna custodita da Kanon. Ikki rivela quindi a Kanon che Atena lo aveva aiutato quando era rinchiuso a Capo Sounion facendo in modo che non affogasse: nel manga, sconvolto da questa rivelazione, Kanon si redime e si fa colpire dal Tridente di Nettuno per salvare la dea.
Tornato al Grande Tempio, Kanon riappare quando tenta di ostacolare il cammino dei redivivi Saga, Shura e Camus attraverso delle illusioni nella terza casa dei Gemelli; non ancora convinto della sua redenzione, Milo decide di sottoporlo ad una prova di coraggio e resistenza per dimostrare il suo sincero pentimento e per potersi unire ai Cavalieri di Atena: subisce così quattordici colpi della Scarlett Needle senza opporsi.
Riconosciuto ufficialmente come nuovo Cavaliere dei Gemelli si reca nell'Oltretomba dove, insieme a Hyoga e Shiryu, comincia la sua corsa verso il palazzo di Ade durante la quale annienta vari Specter tra cui Rune di Barlon, Flegiàs e infine si imbatte in Rhadamante della Viverna, uno dei tre Giudici Infernali, che stava per sconfiggere: nel combattimento, tuttavia, intervengono anche gli altri due giudici, Minosse del Grifone ed Eaco di Garuda, ed essendo in inferiorità numerica si ritrova in difficoltà fino all'arrivo di Ikki. Proseguendo nel duello con Rhadamante riesce a tenergli testa, ma quando è sul punto di dargli il colpo di grazia si accorge che le armature d'oro si stanno dirigendo verso il Muro del Lamento; comprendendo che il fratello deve sacrificarsi con gli altri Cavalieri d'oro per abbatterlo, si priva dell'armatura dei Gemelli: a questo punto è di nuovo in svantaggio contro lo Spectre, il quale afferma che Kanon ha gettato una sicura vittoria. Comprendendo di non poter più vincere, Kanon afferra alle spalle Rhadamante e lancia la Galaxian Explosion, morendo nell'impatto ma uccidendo al contempo il suo nemico.

### Saint Seiya Final Edition
Nei capitoli Saint Seiya Destiny contenuti nella nuova e definita versione del manga originale di Saint Seiya, la Saint Seiya Final Edition, Kanon appare anche prima della battaglia con Poseidone e dopo la sconfitta del dio ad opera dei Cavalieri di Atena. Nella prima parte, I Generali degli abissi si riuniscono sotto il comando, dopo la battaglia delle Dodici Case, per poi recarsi a proteggere i loro Pilastri ad eccezione di Isaak del Kraken, che sospetta da subito che sotto le spoglie di Dragone del Mare possa celarsi un Cavaliere di Atena, del quale ha difatti riconosciuto il Cosmo. Kanon lo attacca quindi con la sua Galaxian Explosion, ma il generale marino di Kraken si difende con la sua Aurora Boreale. Durante lo scontro, Kanon rivela la sua vera natura e Isaak, rendendosi conto che di non avere il tempo materiale per capire l'obiettivo di Kanon, decide di fare del suo meglio per proteggere il tempio sottomarino.
Dopo la battaglia contro Poseidone, Kanon finisce su una spiaggia, dove al risveglio, si rende conto che nonostante sia stato ferito dal tridente di Poseidone, Atena lo ha salvato ancora una volta e, vinto dal rimorso, decide di suicidarsi per fare ammenda dei suoi peccati contro Atena. Ker, che ha assistito alla scena, è felice nel constatare che gli eserciti di Atena e di Poseidone sono andati in frantumi, e comincia a prodigarsi per garantire la vittoria di Ade. Per questo si reca nel Cocito e offre a Saga di liberarlo dalla prigionia dell'Inferno se ucciderà Athena. Saga rifiuta ma Afrodite e Death Mask accettano. Ker rivela quindi che altri tre Cavalieri d'Oro defunti (Shion, Camus e Shura) hanno già accettato la sua proposta, e questo convince Saga a fare altrettanto.
Kanon, sul punto di suicidarsi, avverte un Cosmo che minaccia Atena, e decide quindi di riscattarsi combattendo per lei come nuovo Cavaliere dei Gemelli.

### Serie animata
Le vicende di Kanon nella serie animata sono simili a quelle della sua controparte cartacea. Kanon però compare come Dragone del Mare dopo che Pegasus e Andromeda raggiungono il regno sottomarino e si scontrano brevemente con Tetis prima che Kanon riveli loro delle colonne. Inoltre nell'anime è Phoenix a ricevere il tridente di Nettuno nel petto al posto suo.

### OAV
Le vicende di Kanon nell'adattamento animato della saga di Ade riprendono le vicende del fumetto senza particolari differenze, tranne per una scena aggiuntiva in cui raggiunge Dohko di Libra per partire per il castello di Ade, dopo che il Cavaliere della Bilancia ha detto addio a Shin dell'Ariete.

## Personalità
Kanon è un uomo oscuro, sadico, aggressivo e molto scaltro: è stato infatti in grado di manipolare la mente del fratello fino a causarne il risveglio della parte oscura e di prendersi gioco di Nettuno e della sua armata senza destare sospetti; la sua ambizione è talmente grande da fargli puntare al dominio delle acque e delle terre spodestando sia Nettuno che Atena. Grazie a quest'ultima trova tuttavia modo di redimersi e, dopo averne ottenuto il perdono, comincerà a dimostrare una grande bontà d'animo, intervenendo sempre in aiuto suo e dei suoi cavalieri ma mantenendo comunque quella freddezza che dimostra ad esempio anche Ikki; nonostante ciò quando Milo lo riconosce come Cavaliere d'oro suo compagno Kanon non riesce a trattenere le lacrime.
Nonostante abbia giurato obbedienza ad Atena, Kanon afferma di non voler essere un compagno per i Cavalieri di bronzo poiché non ne approva i metodi; più di una volta, infatti, ha cercato di convincerli a mutare il proprio approccio al combattimento rivolgendosi ad esempio in questi termini a Shun: "Chi si fa sopraffare dai sentimenti per me non è altro che un intralcio. Che mai più, nel mezzo della lotta, ti senta piagnucolare perché sei stanco di combattere."

## Tecniche e abilità
Nel manga Milo rivela che Saga e Kanon hanno esattamente la stessa forza e lo stesso cosmo, particolare non da poco se si considera che Saga stesso viene considerato uno dei più forti se non il più forte dei Cavalieri d'oro. Nell'edizione Granata Press del manga Rhadamante afferma che il suo cosmo è di dimensioni divine, mentre nell'edizione Star Comics dice che è un cosmo che non teme neanche un Dio.
Nel manga classico, Ikki di Phoenix quando affronta Kanon, all'inizio dirà che i colpi di Kanon non sono forti come quelli di Saga, poi verso la fine del duello affermerà invece che si è reso conto che Kanon è forte quando suo fratello Saga..
Analogamente al fratello, Kanon può generare un labirinto di illusioni alla Terza casa dei Gemelli da cui è difficilissimo uscire e può manovrare a distanza la sua armatura, facendola combattere al suo posto: con questa tecnica riesce persino a bloccare tre parigrado come lo stesso Saga, Shura e Camus. Poiché si reca nell'Ade senza alcun artefatto divino e senza nessun tipo di aiuto, si può ipotizzare che Kanon abbia acquisito l'Ottavo senso.
Nelle serie di Nettuno e di Ade sfrutta diverse tecniche, alcune proprie del Generale Dragone del Mare mentre altre appartenenti al Cavaliere dei Gemelli:
- Galaxian Explosion: sostanzialmente identica a quella del fratello, si tratta di una tecnica dall'enorme potenziale distruttivo che permette di manifestare il suo cosmo come una galassia composta da numerose stelle e pianeti che vanno simultaneamente in frantumi contro il nemico. Secondo quando rivelato dallo stesso Kanon ad alcuni Specter, la deflagrazione è in grado di distruggere le stelle.
- Genro Mao Ken: tecnica con cui si piega la mente dell'avversario ai propri voleri e che persiste fintantoché chi ne è vittima non uccide un determinato bersaglio o subisce un forte shock. Nella serie Episode G viene affermato che la tecnica è riservata ai Grandi Sacerdoti: Saga la imparò lo stesso prima di uccidere Shion e probabilmente Kanon la apprese da lui(però questo vale solo per il manga Episode G, infatti nel manga originale di Saint Seiya non viene mai detto nulla di tutto ciò, anzi nella scheda del Sacerdote Shion non è presente questa tecnica come una sua tecnica).[23].
- Triangolo d'oro (Golden Triangle): tecnica con cui Kanon disegna un triangolo in aria. Il triangolo si trasforma poi in un portale che trasporta l'avversario in una dimensione che ricorda il Triangolo delle Bermuda, essendo piena di relitti di navi, elicotteri e aerei caduti.(secondo Ikki questa tecnica però non è potente quando Another Dimension del fratello Saga).[22].
  - Esagramma d'Oro (Golden Hexagram): tecnica che nasce dalla sovrapposizione di due Golden Triangle, usata in Episode G: Assassins, dotata di un enorme potere difensivo, probabilmente perché genera un passaggio in un'altra dimensione che assorbe gli attacchi nemici.

## Il vero Sea Dragon
Nell'enciclopedia Taizen viene rivelato che Kanon ha ricevuto da Nettuno il permesso di indossare l'armatura di Dragone del Mare: ciò fa pensare che dovrebbe esistere un vero proprietario di quest'ultima ma non si sa dove sia, se abbia ricevuto il richiamo del dio dei mari arrivando alla reggia degli abissi, se è stato ucciso da Kanon oppure no.
Il motivo per cui Kanon indossa l'armatura viene spiegato da Kurumada nella rubrica L'angolo di Sion, uscita nel 2002 sulla rivista Home Sha: a detta dell'autore le armature dei Generali degli Abissi possono essere indossate da chiunque sia ritenuto da loro adatto, quindi deve possedere un cosmo molto sviluppato.

## Altri media
L'immagine di Kanon e la sua armatura appaiono nei vari prodotti di merchandising, come card e modellini (esempio quelli della serie Myth Cloth), basati sulla sua versione del manga e anime "classico". Il personaggio appare anche come personaggio giocabile nei due videogiochi per PS2, come DLC nel videogioco per PlayStation 3 I Cavalieri dello zodiaco - Cronache di guerra nelle vesti di Dragone del Mare, presente nelle stesse vesti come personaggio giocabile nel videogioco PlayStation 3 Saint Seiya: Brave Soldiers.